# 新谷卓郎
新谷 卓郎（しんたに たくろう、1943年2月4日 - 1980年11月14日）は、日本の数学者。専門は数論、特に解析的整数論。新谷のゼータ関数および新谷の単数定理の導入で知られる。 

## 略歴
1961年3月東京都立大泉高等学校卒業、同年4月東京大学理科一類入学。東京大学理学部数学科卒業、東京大学大学院数物系研究科数学専攻修士課程修了。同じく数学者の飯高茂は同級生。東京大学理学部助手などを経て、同助教授となる。1978年の国際数学者会議(ICM 1978 Helsinki)では代数群部門で招待講演者を務めている。
1980年、37歳の若さで死去。